# قفل سوزنی غلتان
قفل سوزنی غلتان نوعی از قفل‌ها هستند که در آن‌ها از انواع مختلف سوزن‌های غلتان با طول‌های متفاوت استفاده می‌شود. این نوع طراحی به منظور جلوگیری از باز شدن قفل، بدون کلید اصلی است. سوزن‌های غلتان عمدتاً" در انواع قفل لوله‌ای کاربری دارند. این سامانه در اقسام قفل شعاعی نیز استفاده می‌شود. سازندهٔ این دستگاه فردی آمریکایی به‌نام لاینوس ییل می‌باشد.